# Cassistrellus dimissus
Cassistrellus dimissus é uma espécie de morcego da família Vespertilionidae. Pode ser encontrada no Nepal, onde é registrado nas proximidades do Parque Nacional Royal Chitwan, e de um único exemplar coletado na Tailândia peninsular.